# Walembrug
De Walembrug is een liggerbrug over de Nete in Walem, een deelgemeente van de stad Mechelen. De brug is een deel van de N1 tussen Brussel en Antwerpen. Door de weinige plaatsen waar de Nete gekruist kan worden, is de brug een belangrijk fiets- en wandelknooppunt.

## Geschiedenis

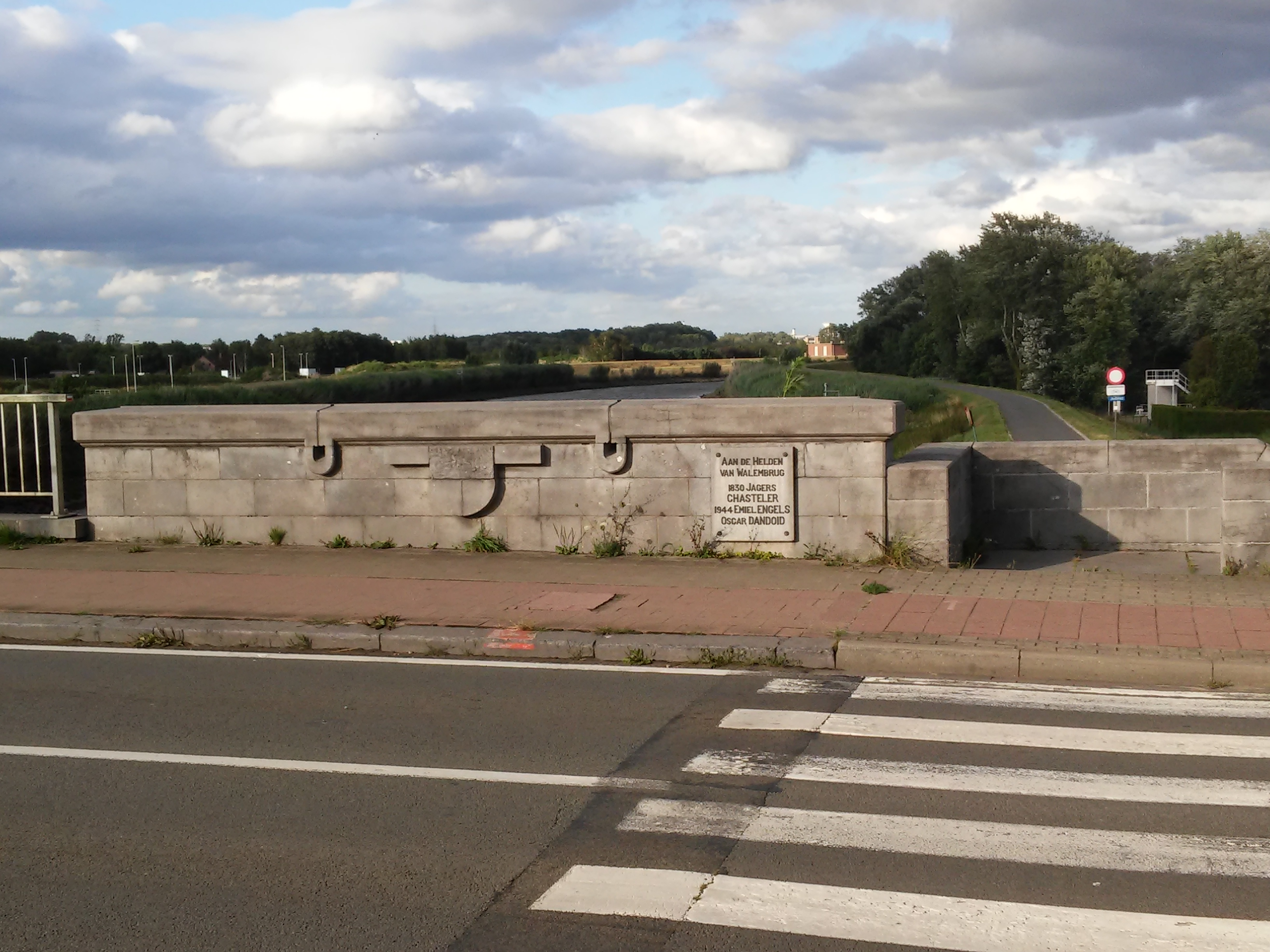
Gedenkplaat

In de kronijk van Mechelen in 1302 is sprake van een houten brug.
Omdat de brug deel uitmaakt van de oude verbinding tussen Mechelen en Antwerpen is de Walembrug in het verleden meermaals vernield geworden: in 1576 door de Spaanse troepen, in 1745 bij een treffen tussen Oostenrijk en Frankrijk en bij de Belgische Revolutie in 1830. Ook in 1944 werd er hevig strijd geleverd voor de brug.
In 1865 werd er een stalen brug gebouwd, die in 1930 werd vervangen door een hefbrug op twee betonnen pijlers in de Nete. In 1942 werd de hefbrug vervangen door de huidige betonnen liggerbrug. Later werd een gedenksteen geplaatst voor de slachtoffers van 1830 en 1944.
In mei 2006 werd de brug betrokken in een aanvaring van een binnenvaartschip, met beschadiging van de langsliggers als gevolg.
Een nieuw hogere brug is gepland in 2023, om de doorvaart van grotere containerschepen toe te laten. Zodra de nieuwe brug er ligt, wordt de huidige afgebroken.
Battelbrug · Colomabrug · Fonteinbrug · Heffenbrug · Hoogbrug · Katelijnepoortbrug · Koepoortbrug · Kraanbrug · Minderbroedersbrug · Nekkerspoelbrug · Plaisancebrug · Roostenbergbrug · Van Kesbeeckbrug · Walembrug · Winketbrug · Withuisbrug · Zennegatsluisbrug